# Блан-Менильская улица
Блан-Менильская улица — улица в Петергофе. Проходит от бульвара Разведчика до Озерковой улицы. Является продолжением Фабричной улицы.

## История
Возникла в конце 1870-х годов и была названа Николаевской, в честь великого князя Николая Николаевича Старшего. С 1960 года Николаевская улица входила в Озерковую улицу, в июле 1972 года была переименована в Блан-Менильскую, в честь французского городка Ле-Блан-Мениль (пригород Парижа, побратим Петергофа). В 1995 году переименована в Менильскую улицу. На некоторых зданиях сохранились таблички с таким названием. 1 августа 1996 года возвращено название Блан-Менильская.

## Общественный транспорт
Автобусная остановка Блан-Менильская улица, дом 7, на которой останавливаются 350, 353 и 355 автобусы.

## Достопримечательности
- Английский парк